# Regina-Mærsk-Typ
Die Schiffe des Regina-Mærsk-Typs, reedereiintern K-Klasse, waren bei ihrer Fertigstellung ab 1996 mit ihrer Kapazität von über 6000 TEU die weltweit größten Containerschiffe.

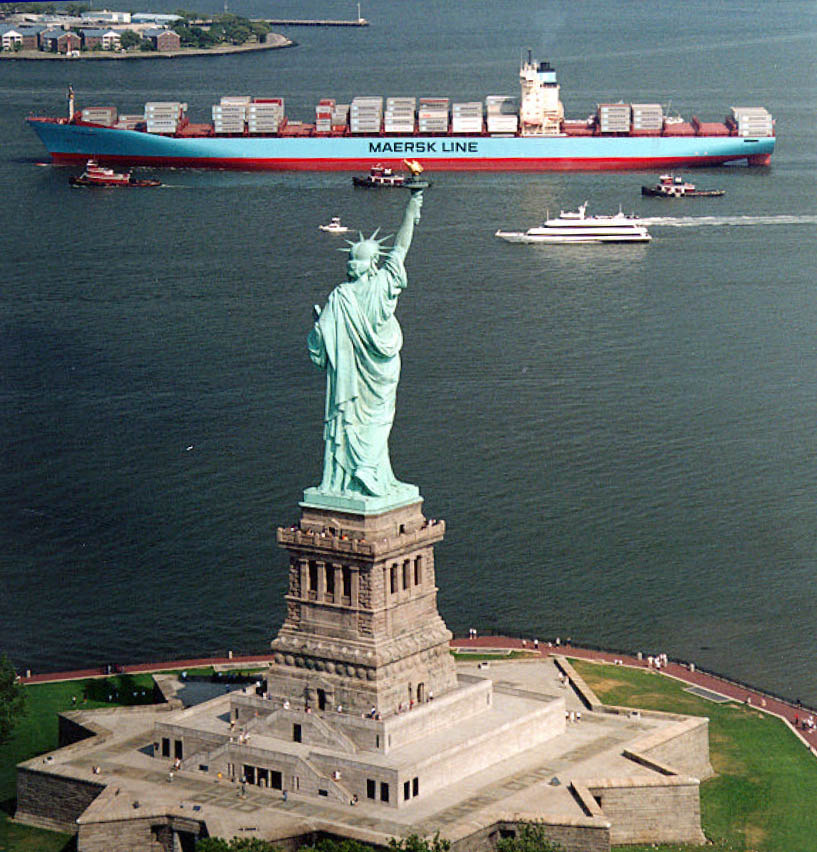
Die Regina Mærsk bei ihrem ersten New-York-Anlauf

## Geschichte
Die Mitte der 1990er Jahre georderte Baureihe wurde ab Januar 1996 von der dänischen Odense Staalskibsværft abgeliefert. Auftraggeber der Baureihe war die in Kopenhagen ansässige Reederei Maersk Line, die auch nach dem Verkauf der Schiffe in den Jahren 2007/08 als Charterer auftritt. Schon ab September 1997 wurden die Schiffe vom nächsten Größenrekordhalter, dem Sovereign-Mærsk-Typ abgelöst.
Die K-Klasse-Schiffe waren die ersten Post-Panamax-Containerschiffe, welche über 6000 TEU tragen konnten. Da Mærsk zu dieser Zeit sehr zurückhaltende TEU-Zahlen angab und die maximale nominale Stellplatzkapazität in der Branche bei 8000 TEU oder darüber angesetzt wurde, zählt man die K-Klasse auch zu den ersten VLCS-Schiffstypen (Very Large Container Ship) ein. Die Schiffe können 17 Container nebeneinander und insgesamt 13 Lagen übereinander stauen. Dafür stehen 13 40-Fuß-Bays vor dem Deckshaus und sechs dahinter zur Verfügung. Die verwendeten Hauptmotoren waren die seinerzeit leistungsfähigsten Dieselmotoren auf dem Markt.
Die Kokura wurde am 8. Juli 2020 in Alang zum Abbruch zur Verschrottung gestrandet. Bereits am 5. Juli war die Kawasaki gestrandet worden. Die Schiffe der K-Klasse waren damit, bis zur Verschrottung der Sine Mærsk im selben Jahr, die größten bis dahin verschrotteten Containerschiffe.

## Die Schiffe
| Mærsk K-Klasse | Mærsk K-Klasse | Mærsk K-Klasse | Mærsk K-Klasse                    | Mærsk K-Klasse                                                                                         |
| Bauname        | Baunummer      | IMO-Nummer     | Kiellegung Stapellauf Ablieferung | Umbenennungen und Verbleib                                                                             |
| -------------- | -------------- | -------------- | --------------------------------- | --- |
| Regina Mærsk   | -              | 9085522        | - 18. November 1995 -             | Mærsk Kure (2007) → Kure (2018) → seit 8. Juni 2020 zur Verschrottung bestimmt.                        |
| Knud Mærsk     | -              | 9085534        | - 9. März 1996 -                  | Mærsk Kotka (2008)                                                                                     |
| Kate Mærsk     | -              | 9085546        | - 21. Juni 1996 -                 | Mærsk Kleven (2008) → MSC Kleven (2013) → Mærsk Kleven (2018)                                          |
| Karen Mærsk    | -              | 9085558        | - 4. Oktober 1996 -               | Mærsk Karlskrona (2008) → MSC Karlskrona (2013) → Mærsk Karlskrona (2018)                              |
| Katrine Mærsk  | -              | 9085560        | - 3. Januar 1997 -                | Mærsk Kokura (2008) → Kokura (2017) → Niledutch Panther (2018) → Kokura (2018) → 2020 Abbruch in Alang |
| Kirsten Mærsk  | -              | 9107887        | - 4. April 1997 -                 | Mærsk Kawasaki (2007) → Kawasaki (2020) → 2020 Abbruch in Alang                                        |